# Geo Dumitrescu
Geo Dumitrescu (n. 17 mai 1920, București – d. 28 septembrie 2004) a fost un poet, traducător și scriitor român.

## Biografie
A urmat cursurile Facultății de Litere și Filosofie, impunându-se în lumea literară încă din primul an de studii. Debutează, în 1941, la doar douăzeci și unu de ani (cu placheta Aritmetică). Cinci ani mai târziu îi apare Libertatea de a trage cu pușca, conținând poeme scrise între anii 1940-1943. Publicat după încheierea războiului, volumul (care purta inițial titlul Pelagra) fusese scris în timpul acestuia, însă cenzura îi interzisese apariția. A fost și un talentat gazetar, profesiune căreia i s-a dedicat încă din tinerețe, când a fost redactor la ziarul „Timpul”, apoi la mai multe ziare și reviste literare, printre care Flacăra, „Almanahul literar” (Cluj), „Gazeta literară” (devenită „România literară”). A mai colaborat și la alte publicații, începând cu „Vremea”, „Curentul literar”, „Kalende”, „Revista Fundațiilor Regale”, „Viața românească” și continuând cu revistele „Contemporanul” și „Luceafărul”. Rubrica Atelier literar, susținută ani la rând, rămâne ca un model de orientare a debutanților, cu o generoasă exigență.
A îndeplinit funcția de director al Teatrului Național din Craiova în perioada 1946–1947.
A fost director al revistei „România literară”. Cronologic și estetic a umplut vidul poetic lăsat de moartea prematură la 21 de ani a lui Nicolae Labiș (1956) și l-a precedat pe Nichita Stănescu, care a debutat în volum cu "Sensul iubirii" la Editura Luceafărul în 1960.

## Poeme
- Aventuri lirice (1963)
- Nevoia de cercuri (1966)
- Jurnal de campanie (1974)
- Africa de sub frunte (1978)
- Versuri (1981)
- Aș putea să arăt cum crește iarba (1989)
- Libertatea de a trage cu pușca și celelalte versuri (1994)
- Câinele de lângă pod (1997)
- Poezii, ediție completă și definitivă (2000)
- Biliard = Billard, ediție revăzută (2001)

## Traduceri
- A tălmăcit din poezia universală (franceză, africană, sud-americană, chineză ș.a.), după cum, singur sau în colaborare, a tradus numeroase romane și volume de proză.

## Afilieri
- Membru al Societății Scriitorilor din România
- Membru fondator al Uniunii Scriitorilor din România
- Membru corespondent al Academiei Române din anul 1993

## Premii
- A fost distins cu mai multe distincții, încununate cu Premiul „Omnia” al Uniunii Scriitorilor în anul 2000